# Locus coeruleus
Locus coeruleus (локус коерулеус) је језгро у мосту можданог стабла укључено у физиолошке одговоре на стрес и панику. То је део ретикуларног активационог система.
Локус коерулеус, што на латинском значи "плаво место", главно је место за синтезу норепинефрина (норадреналина) у мозгу. Локус коерулеус и делови тела на које утиче норепинефрин који он производи су описани заједно као локус коерулеус-норадренергички систем или ЛЦ-НА систем. Норепинефрин се такође може ослободити директно у крв из медуле надбубрежне жлезде.

## Функција
Повезан је са многим функцијама преко својих широко распрострањених пројекција. ЛЦ-НА систем модулира кортикалне, субкортикалне, церебеларне, мождано стабло и кичмену мождину. Неке од најважнијих функција на које овај систем утиче су:
- Циклус узбуђења и сна-будности
- Пажња[4] и памћење
- Бихевиорална и когнитивна флексибилност,[5] креативност,[6] инхибиција понашања и стрес (психолошки)
- Когнитивна контрола
- Доношење одлука и максимизација корисности[7]
- Емоције
- Неуропластичност
- Држање и равнотежа
- део је ретикуларног активирајућег система и скоро је потпуно инактивиран у сну са брзим покретима очију.[8]